# Нью-Саммерфілд (Техас)
Нью-Саммерфілд (англ. New Summerfield) — місто (англ. city) в США, в окрузі Черокі штату Техас. Населення — 843 особи (2020).

## Географія
Нью-Саммерфілд розташований за координатами 31°58′51″ пн. ш. 95°6′54″ зх. д. / 31.98083° пн. ш. 95.11500° зх. д. (31.980747, -95.114982).  За даними Бюро перепису населення США в 2010 році місто мало площу 12,17 км², уся площа — суходіл.

## Демографія
Згідно з переписом 2010 року, у місті мешкало 1111 осіб у 310 домогосподарствах у складі 243 родин. Густота населення становила 91 особа/км².  Було 348 помешкань (29/км²).
Расовий склад населення:
| - 76,3 % — білих - 2,7 % — чорних або афроамериканців - 2,6 % — корінних американців - 0,2 % — азіатів - 17,2 % — осіб інших рас |

До двох чи більше рас належало 1,0 %. Частка іспаномовних становила 71,5 % від усіх жителів.
За віковим діапазоном населення розподілялося таким чином: 32,9 % — особи молодші 18 років, 59,3 % — особи у віці 18—64 років, 7,8 % — особи у віці 65 років та старші. Медіана віку мешканця становила 27,1 року. На 100 осіб жіночої статі у місті припадало 121,8 чоловіків;  на 100 жінок у віці від 18 років та старших — 116,9 чоловіків також старших 18 років.
Середній дохід на одне домашнє господарство  становив 51 788 доларів США (медіана — 41 442), а середній дохід на одну сім'ю — 56 239 доларів (медіана — 51 364). Медіана доходів становила 26 224 долари для чоловіків та 26 065 доларів для жінок. За межею бідності перебувало 26,1 % осіб, у тому числі 35,1 % дітей у віці до 18 років та 18,8 % осіб у віці 65 років та старших.
Цивільне працевлаштоване населення становило 714 осіб. Основні галузі зайнятості: сільське господарство, лісництво, риболовля — 20,9 %, освіта, охорона здоров'я та соціальна допомога — 16,2 %, виробництво — 11,6 %, оптова торгівля — 10,5 %.